# Larerannis
Larerannis là một chi bướm đêm thuộc họ Geometridae.